# Břeclav

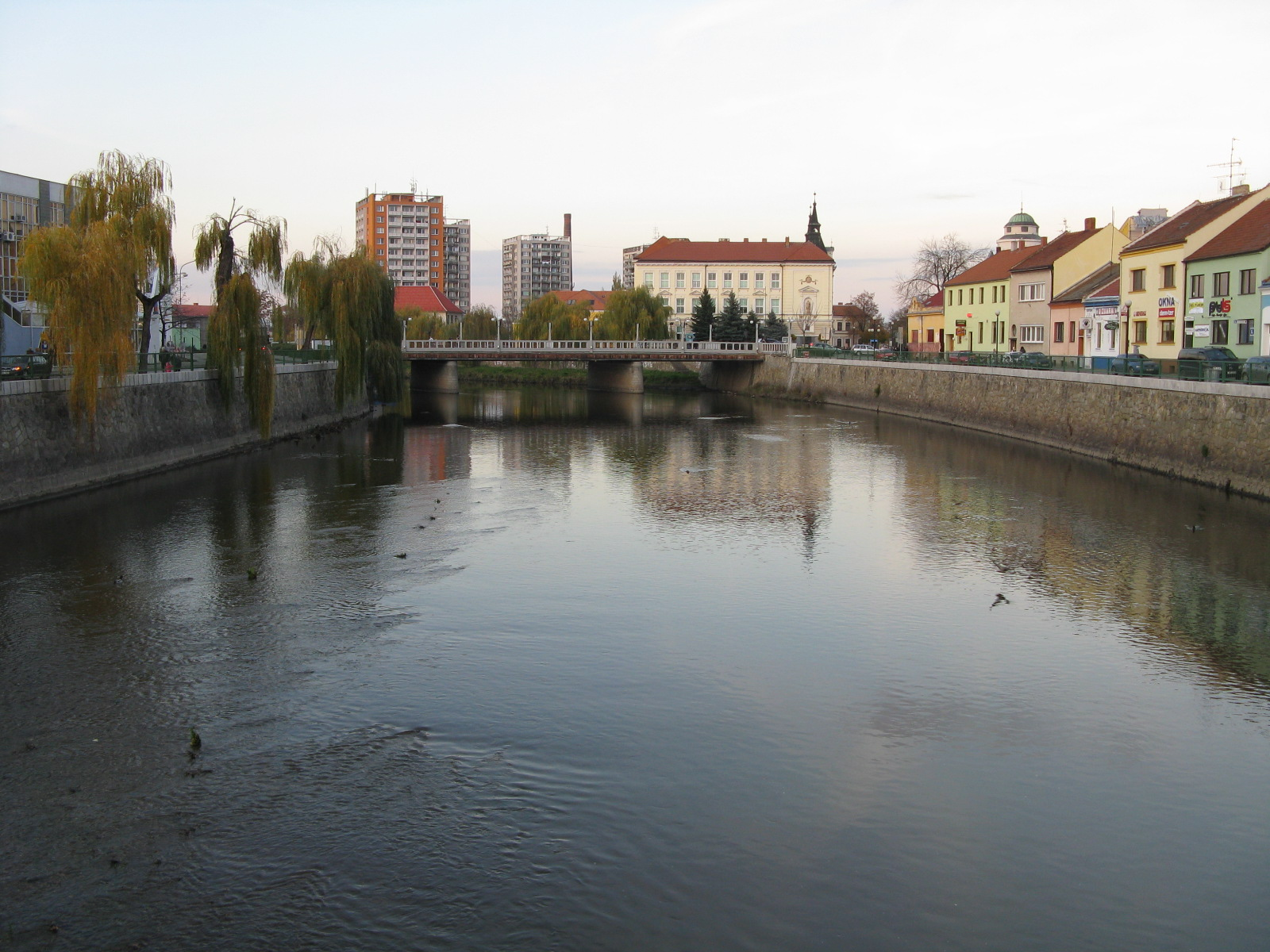
Břeclav, Dyje

Břeclav (en alemany Lundenburg) és una ciutat de la República Txeca, al sud-est de Brno. Està situada a la frontera amb el nord d'Àustria al riu Dyje. La ciutat austríaca més propera és Hohenau an der March.

## Història
Cap als volts de la Segona Guerra Mundial una considerable part de la població de Břeclav era germanòfona. El 1880 tenia 5681 habitants.

## Trànsit
Břeclav és un punt important de la xarxa ferroviària. Està situat a la intersecció de camins que van i venen de Brno, Praga i Ostrava (República Txeca), Cracòvia (Polònia), Kúty i Bratislava (Eslovàquia), i Hohenau i Viena (Àustria).

## Ciutats agermanades
- Trnava, Eslovàquia
- Brezová pod Bradlom, Eslovàquia